# Vojtkó Pál
Vojtkó Pál (Újvidék, (Bács-Bodrog vármegye, a mai Szerbiában) 1867. – Sopron, 1909. január 2.) evangélikus líceumi tanár, író, novellista.

## Élete
1896-ban tett tanári vizsgát magyarból és latinból. A soproni irodalmi és művészeti körnek (rankenburg Irodalmi Kör) volt a főtitkára. Az irodalmi téren való működését törékeny szervezete akadályozta és arra kényszerítette, hogy teljesen a tanárkodásnak éljen. De ezt sem bírta sokáig; 1905-ben Pozsonyból, melynek líceumában tanárkodott, mint csendes őrültet vitték Sopronba; itt hű neje Poszvék Ilonka ápolta. Elhunyt 42 éves korában.
Munkatársa volt az Erdélyi Hiradónak (1892 körül), az Újvidéki Hírlapnak és a Pesti Hírlapnak; cikkei megjelentek a soproni evangélikus Líceum Értesítőjében (1889. A reformatio korának hangulata a magyar irodalomban, 1904. Himfy szerelmei ism.); az Agrár-Albumban (1899. rajz); a Magyar Kritikában (1899. 17. sz. A soproni képzőművészeti kör kiállítása); a Magyar Szóban (1904. 139. sz. Badacsonyi szüret. Epizód Kisfaludy S. életéből). Rabel Lászlóval és Taizs Károllyal megalapította az első soproni napilapot, a Soproni Hírlapot 1895-ben.

## Művei
- Történetek. Tizenkét novella. Kolozsvár, 1893.
- A kosár jelenet. Kolozsvár, 1904. (Monologok 35.)
- A műkedvelő előadás. Jelenet. Kolozsvár, 1904. (Monologok 38.)
- A soproni irodalmi és művészeti kör fennállása negyedszázados évfordulója alkalmából 1902. márcz. 15. rendezett emlékünnep leírása. Sopron, 1902.